# DF-26
El Dong Feng-26 o DF-26 (chino simplificado :东风-26; chino tradicional :東風-26; iluminado. 'East Wind-26'; nombre de informe de la OTAN: CH-SS-18) es un misil balístico de alcance intermedio desplegado por la Fuerza de Misiles del Ejército Popular de Liberación y producido por la Corporación de Ciencia y Tecnología Aeroespacial de China (CASC).
Fuentes chinas afirman que el DF-26 tiene un alcance de más de 5.000 km (3.100 millas) y puede realizar ataques nucleares o convencionales de precisión contra objetivos terrestres y navales. Es el primer misil balístico armado convencionalmente de China que se dice que es capaz de llegar a Guam y las instalaciones militares estadounidenses ubicadas allí; esto ha llevado a que se haga referencia al misil como "Guam Express" o "Guam Killer".
La posibilidad de que una unidad DF-26 pueda tener ojivas nucleares hace probable que un adversario apunte a estos misiles en un primer ataque.
El misil fue revelado oficialmente en el desfile chino de 2015 que conmemora el fin de la Segunda Guerra Mundial. En abril de 2018, se confirmó oficialmente que el DF-26 estaba en servicio con la Fuerza de Misiles del Ejército Popular de Liberación (PLARF). Estados Unidos cree que el misil se utilizó por primera vez en 2016, con 16 lanzadores operativos en 2017.